# Murówka zieleniejąca
Murówka zieleniejąca (Conophorus virescens) – gatunek muchówki z rodziny bujankowatych i podrodziny Bombyliinae. Zamieszkuje krainę palearktyczną od Półwyspu Iberyjskiego po Chiny.

## Taksonomia
Gatunek ten opisany został po raz pierwszy w 1787 roku przez Johana Christiana Fabriciusa pod nazwą Bombylius virescens. Lokalizacja typowa znajduje się w Hiszpanii. W 1796 roku gatunek ten został niezależnie opisany przez Johanna Christiana Mikana pod nazwą Bombylius maurus i pod tą nazwą Johann Wilhelm Meigen wyznaczył go w 1803 roku gatunkiem typowym nowego rodzaju Conophorus.

## Morfologia
Muchówka ta osiąga od 6,5 do 9 mm długości ciała. Ubarwiona jest brunatnoczarnie, zwykle z odcieniem zielonkawym. Głowa jest prawie kulista, porośnięta żółtymi i czarnymi włoskami. Na potylicy, przy dolnym kącie oka u samicy występuje pęczek włosków żółtych, a u samca żółtych i czarnych. Czułki mają człon pierwszy silnie powiększony i jajowato zgrubiały, drugi znacznie węższy i niewiele dłuższy niż szeroki, zaś trzeci silnie zredukowany, nieco wrzecionowaty, zwieńczony drobną aristą o kolcowatym zakończeniu. W owłosieniu czułków występują włoski czarne i mniej liczne włoski białe. Zagłębienie perystomu sięga nasad czułków. Aparat gębowy ma ryjek tak długi jak głowa i smukłe, mocno owłosione głaszczki.
Tułów jest krótki, szeroki i nieco garbaty. Owłosienie śródplecza jest białawe lub czerwonawe. Tarczka jest łysa i błyszcząco czarna, tylko przy przedniej krawędzi czasem złoto opylona. Boki tułowia owłosione są biało. Skrzydła mają przybrunatnioną nasadę i żyłki poprzeczne.
Odwłok jest spłaszczony i szeroki, znacznie szerszy od tułowia, owalny w zarysie, ubarwiony czarnozielono z gęstym owłosieniem barwy białej lub żółtej oraz z kępkami czarnych włosków na bokach tergitów.

## Ekologia i występowanie
Owad ciepłolubny, zamieszkujący stepy i murawy kserotermiczne. Owady dorosłe latają od kwietnia do lipca. Odwiedzają kwiaty celem żerowania na nektarze. Larwy są przypuszczalnie parazytoidami, jednak ich gospodarz pozostaje nieznany.
Gatunek palearktyczny. W Europie znany jest z Portugalii, Hiszpanii, Francji, Belgii, Niemiec, Szwajcarii, Austrii, Włoch, Łotwy, Litwy, Polski, Białorusi, Ukrainy, Czech, Słowacji, Węgier, Rumunii, Mołdawii, Albanii, Grecji oraz europejskiej części Rosji. W Afryce Północnej zamieszkuje Algierię i Egipt. W Azji znany jest z Gruzji, Armenii, Azerbejdżanu, Afganistanu, Iranu oraz Chin.